# Magneetlager

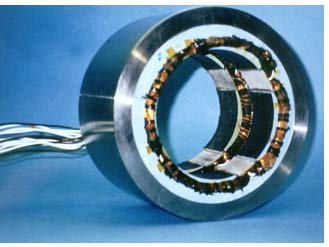
Magneetlager

Een magneetlager is een lager waarbij de wrijving met de as verminderd wordt door middel van een elektromagnetisch veld. Bij een magneetlager drijft de as als het ware op een magnetisch veld dat opgewekt wordt met behulp van spoelen rond de as. Een magnetisch lager hoeft niet gesmeerd te worden en is daarmee olie- en vetvrij.

## Principe
Het principe is dat bij een actieve elektromagnetische lagering de as door een magnetisch veld tot zweven wordt gebracht en hierbij praktisch wrijvingsloos kan roteren. Sensoren meten daarbij de afwijkingen van de as ten opzichte van een referentiepositie. Via de stuur- en vermogenselektronica wordt de as in de gewenste positie gebracht. 

Sturing van een magneetlager

Bij een magneetlager moet er een tweede lagersysteem geplaatst worden om te voorkomen dat de as naar voren en naar achteren beweegt.

## Toepassingen
Magneetlagers zijn vooral geschikt voor grote of middelgrote industriële installaties met hoge toerentallen en een asgewicht dat boven de paar ton ligt. Toepassingen zijn dan ook te vinden in grote elektromotoren, gas- en stoomturbines, compressoren en koelmachines.